# Edward Lawrence
Edward Lawrence, född 26 januari 1896, död 21 maj 1961, var en friidrottare från Kanada. Han deltog vid olympiska sommarspelen 1920.